# Makwanpur (huyện)
Makwanpur (tiếng Nepal:मकवानपुर) là một huyện thuộc khu Narayani, vùng Trung Nepal, Nepal. Huyện này có diện tích 2426 km², dân số thời điểm năm 2001 là 392604 người.

## Dân số
Biến động dân số giai đoạn 1952-2001:
| Năm    | 1971   | 1981   | 1991   | 2001   |
| ------ | ------ | ------ | ------ | ------ |
| Dân số | 163766 | 243411 | 314599 | 392604 |